# 디스터비아 (영화)
《디스터비아》(영어: Disturbia)는 2007년 개봉한 미국의 네오누아르 심리 스릴러 영화이다. D. J. 커루소가 연출하고, 크리스토퍼 랜던과 칼 엘즈워스가 각본을 썼다. 샤이아 러버프가 학교 교사에게 폭력을 저질러 가택 연금 처분을 받은 후 이웃들을 관찰하다가 그중 하나를 연쇄살인범으로 확신하는 십대 주인공 역을 맡았다. 그 외에 데이비드 모스, 세라 로머, 캐리앤 모스 등이 출연하였다.

## 줄거리
아버지를 교통 사고로 잃은 케일은 수업 시간에 스페인어 교사가 아버지를 들먹이자 주먹을 휘둘러 3개월 가택 연금 신세가 된다. 케일은 전자발찌가 채워져 근접 센서로 24시간 감시를 당하며, 심지어 담당 형사는 스페인어 교사의 사촌이다.
엄마 줄리는 케일에게 교훈을 주기 위해 엑스박스 네트워크와 아이튠즈를 연결하는 케이블과 인터넷 선을 전부 잘라버리고 파출부 예약도 취소한다. 지루함을 달래기 위해 쌍안경으로 이웃을 구경하던 케일은 홀로 사는 로버트 터너를 연쇄살인범으로 의심하기 시작한다.

## 출연
- 샤이아 러버프 - 케일 브렉트 역
- 데이비드 모스 - 로버트 터너 역
- 세라 로머 - 애슐리 칼슨 역
- 캐리앤 모스 - 줄리 역
- 에런 유 - 로니, 케일의 절친 역
- 바이올라 데이비스 - 파커 형사, 케일 가택 연금 담당 역
- 호제이 파블로 칸티요 - 구티에레즈 경관, 케일 감시 담당 역
- 맷 크레이븐 - 대니얼 브렉트 역
- 브랜던 커루소 - 그린우드 보이 역
- 루시아노 커루소 - 그린우드 보이 역
- 대니얼 커루소 - 그린우드 보이 역
- 케빈 G. 퀸 - 칼슨 씨 역
- 일리스 머토 - 칼슨 부인 역
- 수잰 리코 - 뉴스 앵커 역
- 켄트 쇼크넥 - 뉴스 앵커 역
- 러네이 레이먼드 리베라 - 구티에레즈 아버지 역
- 어맨다 월시 - 미니 타이코 역
- 찰스 캐럴 - 판사 역
- 도미닉 대니얼 - 경찰관 역
- 질리언 슈어 - 터너의 클럽 여자 역

## 기타 제작진
- 배역: 데버라 어퀼라, 트리샤 우드
- 미술: 톰 사우스웰
- 의상: 마리실비 더보

## 수상
- 2008년 제17회 MTV 영화 & TV 어워즈 후보 최고의 키스상[2]